# 2023年聖彼得堡咖啡館爆炸案
2023年4月2日，俄羅斯聖彼得堡大学滨河路的「街頭美食咖啡館№1」發生爆炸。俄羅斯軍事博客主弗拉德倫·塔塔爾斯基，真名為馬克西姆·福明，死於這次爆炸事件之中，另有42人傷，其中24人住院治療；6人狀況嚴重。4月3日，嫌犯达莉娅·叶夫根尼耶夫娜·特雷波娃（Дарья Евгеньевна Трепова）被捕。
俄羅斯國家反恐委員會（NAC）指責烏克蘭情報機構和阿列克謝·納瓦爾尼的支持者是這次襲擊的幕後黑手，克里姆林宮發言人德米特里·佩斯科夫回應此事件是「恐怖活動」。烏克蘭總統顧問米哈伊洛·波多利亞克指責這次襲擊是「國內恐怖主義」和「內部政治鬥爭」所致，而納瓦爾尼的組織則聲稱俄羅斯的情報機構發動了這次襲擊。俄國武裝抵抗部隊国民共和军宣稱為此次襲擊負責。

## 背景
2022年，一些俄羅斯商人神秘死亡。此外，烏克蘭被指控策劃針對主戰派人物的攻擊，例如殺死達莉婭·杜金娜。
弗拉德倫·塔塔爾斯基是有影響力的俄羅斯軍事博客，在Telegram有超過56萬名粉絲。他去世前曾批評俄羅斯在入侵烏克蘭方面的戰略，但同時也是入侵的堅定支持者。
發生爆炸的咖啡館屬於葉夫根尼·普里戈任所有，週末時「網路戰線Z運動」俱樂部在這兒聚會。

## 爆炸
根據多條消息來源，包括俄羅斯官方消息指，一名女子向弗拉德倫·塔塔爾斯基提供一座小雕像，據稱隨後發生了爆炸。據報導指，這雕像內的炸藥威力相當於200克TNT炸藥。爆炸導致咖啡館前面部分倒塌。警方在當地時間18:13被召到現場。

## 遇害者
俄羅斯衛生部說，1人（塔塔爾斯基）死亡。截至2023年4月2日晚上，受傷人數升至42人。從咖啡館中，有24名傷者送往聖彼得堡的醫療機構。其中六名傷者的情況嚴重。

## 嫌疑犯
俄羅斯執法機構已經開始調查這宗事件。
嫌犯是生於1997年2月15日的聖彼得堡居民达莉娅·叶夫根尼耶夫娜·特雷波娃（Дарья Евгеньевна Трепова）。她曾參與2022年俄罗斯反战抗议活动並被拘留10天。俄當局表示达莉亚·特雷波娃是阿列克谢·阿纳托利耶维奇·纳瓦利内的支持者。
隔天2023年4月3日的早上，調查委員會宣布她已經被拘留，早前她被列入通緝名單。達莉亞·特雷波娃的丈夫德米特里·雷洛夫表示，她是在他的朋友德米特里·卡辛采夫的公寓被拘留，卡辛采夫也被拘留，拘留時間至少至6月10日。雷洛夫是俄羅斯反對派「俄羅斯自由意志黨」的成員，他說：「她永遠不會殺人」，他認為她被陷害。
俄羅斯內政部發佈的一段影片中，特雷波娃承認攜帶了那雕像，但俄羅斯媒體未經證實的報導則稱，她告訴調查人員她是被陷害的，不知道雕像裡放了炸彈。在影片中，她似乎承認自己把小雕像帶到咖啡館，但沒有回答關於雕像的來源的詢問。
俄方指責烏幕後操作這次襲擊，而烏則回應稱他們與此無關，並將其歸咎於俄羅斯內部矛盾造成的「國內恐怖主義」事件。在襲擊發生後，瓦格納集團的負責人葉夫根尼·普里戈任在一段影片中向塔塔爾斯基致哀。他還表示不認為是烏克蘭政府的責任，而相信有一群激進反對分子參與是次襲擊。
2023年4月4日，國民共和軍聲稱對此爆炸案負責。
2023年4月13日，俄罗斯联邦安全局指認一名乌克兰籍男子尤里·杰尼索夫（Юрий Денисов）是另一位嫌犯。他生於1987年，曾任職於乌克兰国家安全局。2023年2月，他受乌克兰安全机构指使，自基辅經拉脱维亚抵达莫斯科。杰尼索夫在莫斯科将藏有爆炸物的雕像快递给特雷波娃。爆炸案发生后杰尼索夫於4月3日搭乘飞机离开俄罗斯前往土耳其。

## 調查和法律程序
2023年4月2日，調查委員會根據《俄羅斯刑法典》第105條將此案列為謀殺罪而開展刑事調查。隔天2023年4月3日，調查委員會決定更改以第205條起訴，該條法規適用於定罪恐怖主義行為。
2023年4月4日，特雷波娃出庭受審。調查委員會根據刑法指控她犯有「由組織團體實施的恐怖行為對人造成故意傷害」和「由組織團體實施的非法攜帶爆炸裝置」罪名。她將扣留至2023年6月2日。
2024年1月25日，特雷波娃被判27年有期徒刑。

## 後續
俄羅斯總統弗拉基米爾·普京追綬死者弗拉德倫·塔塔爾斯基勇氣勳章。